# روبرت روبنسون (إعلامي)
روبرت روبنسون (بالإنجليزية: Robert Robinson)‏ (17 ديسمبر 1927، ليفربول في المملكة المتحدة - 12 أغسطس 2011، لندن في المملكة المتحدة)؛ مقدم تلفزيوني، صحفي وروائي بريطاني. درس في كلية إكستر.

## روابط خارجية
- روبرت روبنسون على موقع IMDb (الإنجليزية)
- روبرت روبنسون على موقع الموسوعة البريطانية (الإنجليزية)
- روبرت روبنسون على موقع ميوزك برينز (الإنجليزية)
- روبرت روبنسون على موقع قاعدة بيانات الفيلم (الإنجليزية)